# C++23
C++23，正式名称ISO/IEC 14882:2024，是继C++20之后的C++编程语言开放标准。2020年2月，在布拉格举行的C++20最终会议上，通过了C++23的总体计划。第一次针对C++23的WG21会议原定于2020年6月在瓦尔纳举行，但由于2019冠状病毒病疫情而被迫取消。原定于2020年11月在纽约召开的会议也被取消。 该标准于2023年2月由WG21在伊瑟阔举行的混合会议上从技术上最终确定。

## 新的“Hello, world”示例
C++23引入了一些新功能，新的Hello, world程序示例如下：
```
#include
 
<print>

int
 
main
()

{

    
std
::
println
(
"Hello, world!"
);

}

```

## 特性
被接受纳入 C++23 的变更包括：

### 语言特性
- 显式 this 对象参数[8]
- if consteval[9]
- 多维下标运算符[10]
- 静态调用运算符、静态下标运算符和静态 lambda[11][12]
- 简化隐式移动（implicit move）[13]
- auto(x) 与 auto{x} 初始化[14]
- 新的预处理指令：
  - #elifdef 与 #elifndef[15]
  - #warning[16]
- 在基于范围的 for 循环中延长某些临时对象的生命周期[17]
- 新的标准属性 [[assume(expression)]][18]
- 继承构造函数的类模板参数推导[19]
- 复合语句（compound statement）末尾的标签（label）[20]
- 初始化语句（init-statement）中允许别名声明（alias declaration）[21]
- 为 std::size_t 及其对应有符号类型添加字面量后缀[22]
- 扩展浮点类型及其字面量（有条件支持）[23]
- 允许可选省略零参数 lambda 表达式中的 ()[24]
- Lambda 表达式上的属性支持[25]
- constexpr 相关改动：
  - 在 constexpr 函数中允许非字面量变量、标签（label）与 goto 语句[26]
  - 允许在 constexpr 函数中使用 static 和 thread_local 变量（只要可用于常量表达式）[27]
  - constexpr 函数不再要求返回类型与参数类型是字面量类型
  - 现在可以编写即使没有任何调用符合核心常量表达式要求的 constexpr 函数[28]
- 将 static_assert 和 if constexpr 中的上下文收窄转换（contextual conversion）收窄到 bool[29]
- 在行拼接（line splicing）之前修剪空白字符[30]
- 强制声明顺序决定内存布局[31]
- 分隔的转义序列（delimited escape sequences）[32]
- 命名的通用字符转义（named universal character escapes）[33]
- 文本编码相关变化：
  - 支持将 UTF-8 作为可移植的源文件编码[34]
  - 字符字面量编码一致性[35]
  - 字符集与编码相关说明[36]

### 标准库

#### 标准库模块支持
- 标准库 模块 std 和 std.compat[37]

#### 协程库支持
- 用于范围的同步协程 std::generator[38]

#### 通用工具支持
- 结果类型 std::expected[39]
- 为 std::optional[40] 和 std::expected[41] 添加单子操作
- 用于获取枚举底层值的工具函数 std::to_underlying[42]
- 仅可移动的可调用包装器 std::move_only_function[43]
- std::forward_like[44]
- std::invoke_r[45]
- std::bind_back[46]
- std::byteswap[47]
- std::unreachable：标记不可达代码的函数[48]
- 使 std::tuple 与其他“类似元组”的对象兼容[49]
- 为 std::reference_wrapper 提供 std::basic_common_reference 特化以生成引用类型[50]
- 为 std::pair 的转发构造函数添加默认参数[51]

#### 编译时支持
- 对以下内容添加 constexpr 支持：
  - std::type_info::operator==[52]
  - std::bitset[53]
  - std::unique_ptr[54]
  - 部分 <cmath> 函数[55]
  - std::to_chars 和 std::from_chars 的整型重载[56]
- 元编程工具：
  - 类型特性 std::is_scoped_enum[57]、std::is_implicit_lifetime[58]、std::reference_constructs_from_temporary 和 std::reference_converts_from_temporary[59]
- 为比较概念添加仅可移动类型支持[60]